# Людвинівка (Білоцерківський район)
Людви́нівка — село в Україні, у Білоцерківському районі Київської області. Населення становить 261 особа. Колишній орган місцевого самоврядування — Розаліївська сільська рада, що у 2017 році увійшла до складу Узинської міської територіальної громади.

## Історія
Село було засноване 1826 року Станіславом Проскурою. Назване на честь дочки Проскури — Людвини.
Наприкінці ХІХ або на початку ХХ століття у селі було споруджено дерев'яну церкву святого Іоанна Богослова, що офіційно вважалася приписною церквою сусіднього містечка Василькова. Церква не збереглася до нашого часу. Клірові відомості, метричні книги, сповідні розписи церкви святого Іоанна Богослова с. Людвинівка Васильківського повіту Київської губернії зберігаються у фондах ЦДІАК України.
10 жовтня 1943 року, за допомогу партизанам окупантами розстріляно 15 місцевих мешканців.

## Інфраструктура
- Фельдшерсько-акушерський пункт;
- ФГ «Повіт-Агро», що спеціалізується на вирощуванні зернових, розведення та вирощування домашньої птиці.